# Raik Dittrich
Pour les articles homonymes, voir Dittrich.
Raik Dittrich, né le 12 octobre 1968 à Sebnitz, est un biathlète allemand, qui a représenté l'Allemagne de l'Est.

## Biographie
Aux Championnats du monde de 1990, il remporte le titre à la course par équipes avec Mark Kirchner, Birk Anders et Frank Luck, un an après avoir remporté la médaille de bronze.

## Palmarès

### Championnats du monde
- Championnats du monde 1989 à Feistritz (Autriche) :
  -  Médaille de bronze à la course par équipes.
- Championnats du monde 1990 à Minsk (Union soviétique), Oslo (Norvège) et Kontiolahti (Finlande) :
  -  Médaille d'or à la course par équipes.

### Championnats du monde junior
- Médaille d'or du relais en 1988.
- Médaille d'argent du relais en 1987.
- Médaille de bronze de l'individuel en 1987.